# Charles Lewis Bowman
Charles Lewis Bowman (* 9. Dezember 1890 in New York City; † 1971) war ein US-amerikanischer Architekt.

## Leben
Bowman wurde in New York City geboren und wuchs in Mount Vernon auf. Seine Mutter war ein Abkömmling der Familie von Col. Fielding Lewis und Betty Washington, die die einzige Schwester des ersten US-Präsidenten George Washington war.
Er machte 1912 seinen Abschluss an der Cornell University in Ithaca, New York in Architektur. 1911 bis 1913 arbeitete er in den Sommerferien als Bauzeichner für die anerkannte Architekturfirma McKim, Mead, and White in New York City. Nach seinem Abschluss arbeitete er für kurze Zeit in dieser Firma, verließ sie jedoch kurz darauf, um eine Stelle in Mount Vernon anzunehmen.
1918 gründete er sein eigenes Architekturbüro. Bei seinen Projekten konzentrierte er sich auf den Nordosten der Vereinigten Staaten.
Ende der 1920er Jahre verließ sein Assistent Robert Scannell das Büro und nahm eine Reihe von Klienten mit sich. Die Weltwirtschaftskrise zwang Bowman, sein Haus zu verkaufen und mit seiner Familie in seinem Atelier zu leben. Die sich ändernden Geschmäcker nach dem Zweiten Weltkrieg erschwerten seine weitere Karriere, da Landhäuser im historistischen Tudorstil nicht mehr gefragt waren.
Bowmans Karriere dauerte an, bis er 1962 sein letztes Projekt umsetzte.

## Architektur
Sein Stil variiert zwischen verschiedenen Arten des Historismus. Die Spanne der Architekturstile reicht von Georgian, Cotswold-, Tudor und Elisabethanisch über den Baustil der Normandie bis hin zum mediterranen Baustil. Er kombinierte die englischen Wurzeln seiner Architektur mit jakobinischen Designelementen, steilen Schieferdächern, reich an Stein oder Ziegelwerk, Verschalungen, Bleiglasfenstern und gebündelten Schornsteinen.
Von den Kritikern seiner Zeit wurden seine Projekte wegen ihres Aussehens als Stockbroker Tudor (Börsenmakler-Todor) betitelt. Heute sind die Gebäude begehrt aufgrund der ausgesuchten Standorte auf meist weitläufigen Grundstücken, der großen aber angemessenen Grundfläche, der hochwertigen Baumaterialien, und des Designs. Bowman konzipierte selten Eigenheim mit einer Fläche von mehr als 450 Quadratmeter.

## Werk
Seine ersten Arbeiten als selbständiger Architekt befinden sich in Mount Vernon, aber auch Eigenheime in Eastchester in New York, Scarsdale, sowie den umliegenden Gemeinden auf Long Island, um Reading in Pennsylvania, Englewood in New Jersey, Short Hills in New Jersey, Greenwich in Connecticut oder The Plains in Virginia.
Für seinen Klienten George Lewis Ohrstrom entwarf er Old Mill Farm. Der von dem Pferdesportler und Finanzier George Lewis Ohrstrom in Auftrag gegebene Landsitz auf einer Grundstücksfläche von 56 Hektar umfasste ein Herrenhaus im Elizabethan style und mehrere Nebengebäude. Der Greenwich Board of Trade verlieh ihm 1931 eine Medaille für seinen ¨hervorragenden Entwurf der Old Mill Farm in Greenwich, Connecticut. Old Mill Farm nahm 1932 an einer Ausstellung der Architektenvereinigung New Yorks teil und wurde in verschiedenen Architektur-Veröffentlichungen besprochen, unter anderem im Architectural Record. Old Mill Farm wurde 1994 durch den Schauspieler und Regisseur Mel Gibson gekauft, der das rund 30 Hektar große Anwesen für 9,25 Millionen US-Dollar kaufte.
Nach Ohrstroms Scheidung, Wiederverheiratung und dem Umzug von Ohrstrom nach The Plains, Virginia entwarf Bowman einen Teil des Landsitzes Whitewood.
Für Robert and Dorothy („Dickie“) Roebling entwarf er ein dreistöckiges Herrenhaus aus Stein im normannischen Baustil, das mit einer Wohnfläche von rund 930 Quadratmetern auf einem Grundstück von 7 Hektar erbaut wurde und außerhalb von Princeton, New Jersey liegt. Das Gebäude ist unter dem Namen Landfall bekannt. Der Bau wurde kurz nach der Hochzeit von Bob and Dickie 1925 begonnen und 1928 abgeschlossen.
Eine große Konzentration seiner Arbeiten befindet sich innerhalb von Bronxville, New York, dort zumeist in einem Nobelviertel, der als Lawrence Park bekannt ist. Von seinen insgesamt 53 Arbeiten dort existierten 2007 noch alle, mit Ausnahme eines.